# 방글이
방글이(1987년 5월 14일 ~ )는 대한민국의 연출가 겸 프로듀서이다.

## 학력
- 이화여자대학교 사회과학대학 행정학과 졸업

## 경력
- 2014년 ~ 2023년 1월 : 한국방송공사 프로듀서
- 2023년 2월 ~ : CJ ENM E&M 부문 프로듀서

## 작품 활동
- 위기탈출 넘버원
- 해피투게더
- 슈퍼맨이 돌아왔다
- 1박 2일 시즌 4 (2019.12.08 ~ 2022.05.01)[1]
- 뮤직뱅크 (2022.06.03 ~ 2023.01.31)[2]
- 형따라 마야로 (2023.08.04 ~2023.9.29 )